# Wilmer Mizell
Wilmer David Mizell (ur. 13 sierpnia 1930, zm. 21 lutego 1999) – amerykański baseballista i polityk związany z Partią Republikańską.
W latach 1949–1963 był profesjonalnym zawodnikiem baseballa występującym na pozycji miotacza. Występował w drużynach St. Louis Cardinals, Pittsburgh Pirates oraz New York Mets. Z drużyną z Pittsburgha w 1960 roku wygrał World Series, zdobywając w ten sposób mistrzostwo profesjonalnej ligi MLB.
W latach 1969–1975 przez trzy kadencje Kongresu Stanów Zjednoczonych był przedstawicielem stanu Karolina Północna w Izbie Reprezentantów Stanów Zjednoczonych.